# Fantasy Questbook
 (mai 2017).

Fantasy Questbook est une collection de livres d'énigmes publiés par Puffin Books (en) dans les années 1980. Certains ont été traduits en français et publiés par Gallimard ainsi que dans la revue Piranha.

## Liste des publications

### En français
- David Fickling et Perry Hinton (ill. Peter Andrew Jones), Menace sur la galaxie [« Starflight Zero »], Gallimard, 1985 également publié dans Piranha no 3.
- David Fickling et Perry Hinton (ill. Rachel Birkett), La Pierre de sang [« The Path of Peril »], Gallimard, 1985 également publié dans Piranha no 1.
- Steve Jackson (ill. Steven Lavis), Les Douze Secrets du sorcier [« The Tasks of Tantalon »], Gallimard, 1986 également publié dans Piranha no 2. L'histoire se déroule sur Titan et est donc en lien avec la série Défis fantastiques.

### En anglais
- (en) David Fickling et Perry Hinton (ill. Peter Andrew Jones), Starflight Zero, Puffin, 1985
- (en) David Fickling et Perry Hinton (ill. Rachel Birkett), The Path of Peril, Puffin, 1985
- (en) Steve Jackson (ill. Steven Lavis), The Tasks of Tantalon, Puffin, 1986 A été précédemment publié en 1985 par Oxford University Press dans la collection PuzzleQuest Book.
- (en) David Fickling et Perry Hinton (ill. Nik Spender), Helmquest, Puffin, 1986
- (en) David Fickling et Perry Hinton (ill. Andrew Skilleter), Ten Doors of Doom, Puffin, 1987